# Земунски лагуми
Земунски лагуми се налазе у градским насељима Ћуковац, Калварија и Гардош, који су некад били повезани. Они пресецају подземље Земуна. Копани су у лесу и сазидани су од опеке. Спајају удаљене делове града, као и обалу Дунава. Изградили су их Аустроугари у 17. и 18. веку током своје владавине над Земуном. Били су коришћени углавном у војне сврхе (у стратешке сврхе, али и за складиштење хране, пића и муниције).

## Лагуми у насељу Ћуковац
Налазе се на падинама Трга Бранка Радичевића, где готово иза свих кућа постоји лагум. Углавном су дугачки око 50 метара, док је онај  најдужи, који се подвлачи под гробље дугачак чак 96 метара. Некада су били међусобно повезани или је између њих постојала комуникација. То су доказивали лукови који су били направљени на средини, али често и на неком другом делу лагума, који су сада зазидани. У неким лагумима бочни лукови јасно говоре да је иза њих нешто постојало и да су зазидани.

## Лагуми у насељу Калварија
У унутрашњости брега, на коме се налази ово насеље, у делу који повезује благо узвишење, постоје степенице које повезују доњи део с узвишеним платоом, а с обе стране степеништа се налазе како улази у подземне просторије, тако и отвори за вентилацију који су спроводили ваздух унутар брега. Ту се налази сплет ходника, који води у унутрашњост брда који је изломљен оштрим кривинама, зато што се у централним просторијама које су биле добро проветрене и суве некада чувао барут и експлозив и уколико би дошло до експлозије, те кривине би значајно ублажиле удар смањујући јачину ваздушног таласа.

## Лагуми у насељу Гардош
Испод Миленијумске куле има неколико лагума који су саграђени у виду вештачких пећина, као и на земунском кеју, јер се роба некада допремала са Дунава и један лагум у Гардошкој улици.